# Monge (Mondkrater)
Monge ist ein Einschlagkrater im Osten der Mondvorderseite, am südöstlichen Rand des Mare Fecunditatis, südwestlich des Kraters Cook und nordöstlich von Santbech.
Der Kraterrand ist unregelmäßig geformt, mäßig erodiert und das Innere weist konzentrische Strukturen auf.
Der Krater wurde 1935 von der IAU nach dem französischen Mathematiker Gaspard Monge offiziell benannt.